# Jochanan Ginat
Jochanan Ginat (geboren als Hans Gärtner 2. Januar 1908 in Berlin; gestorben 21. Februar 1979 in Jerusalem) war ein deutsch-israelischer Pädagoge.

## Leben
Hans Gärtner war ein Sohn des Kaufmanns Karl Gärtner und der Hanna Apt (1881–1952). Sein Vater starb bereits 1914, und Hanna Gärtner intensivierte fortan die familiären Beziehungen zu ihrer Schwester Charlotte, der Mutter von Walter Ledermann. Gärtner war aktiv in der jüdischen Jugendbewegung. Er studierte Geschichte an der Universität Hamburg und begann 1931 das Lehramtsreferendariat an der Lichtwarkschule, sein zweites Jahr hatte er an der Scharfenbergschule in Berlin. Nach der Machtübergabe an die Nationalsozialisten 1933 durfte er nur noch an jüdischen Schulen unterrichten und wurde 1933 Lehrer und später Direktor an der Berliner Theodor-Herzl-Schule. Gärtner emigrierte 1938 nach Palästina und war dort bis 1946 Leiter der Ludwig-Tietz-Schule im Kibbuz Jagur. Er hatte danach eine Managementfunktion in der Jugendalijah. Ginat war von 1970 bis 1978 Direktor des Leo Baeck Instituts in Jerusalem.
Ginat heiratete 1951 die Malerin Judith Yellin (1923–2002), sie hatten zwei Kinder.

## Schriften (Auswahl)
- Bildungsprobleme der jüdischen Schule während der Nazizeit, in: Bulletin des Leo Baeck Instituts, 1. Jg., 1957/58, Nr. 213, S. 83–86
- Probleme der jüdischen Schule während der Hitlerjahre, unter besonderer Berücksichtigung der Theodor-Herzl-Schule in Berlin, in: Robert Weltsch (Hrsg.): Deutsches Judentum. Aufstieg und Krise. Gestalten, Ideen, Werke. Stuttgart 1963, S. 326–352
- Kurt Blumenfeld: Im Kampf um den Zionismus  Briefe aus 5 Jahrzehnten. Hrsg. von Miriam Sambursky und Jochanan Ginat. Stuttgart: Deutsche Verlags-Anstalt, 1976 ISBN 978-3-421-01770-3